# Per Collijn
Per Collijn, född 7 mars 1878 i Stockholm, död 9 maj 1961 i Katarina församling i  Stockholm, var en svensk konstnär.
Han var son till kartografen Gabriel Collijn och Lina Tjulander.
Collijn studerade vid Tekniska skolan 1897–1899 och vid Konstakademien i Stockholm 1903–1904 samt under studieresor till ett flertal europeiska länder. Hans konst består av landskap och stadsmotiv från Stockholm samt ett stort antal kopior av de äldre mästarna så som Rembrandt, Zorn och Kamke i olja. Under 1910–1930-talen skapade han en egen teknik där han målade blomsterstycken i lackfärger. 
Collijn är representerad vid Stockholms stadshus. Han är begravd på Norra begravningsplatsen utanför Stockholm.